# Liste der Schaltanlagen im Höchstspannungsnetz in Deutschland
Die folgende Liste enthält Schaltanlagen in den Höchstspannungsnetzen, also den 380-kV- und den 220-kV-Netzen, in Deutschland.

220-kV-Schaltanlage Neckarwestheim

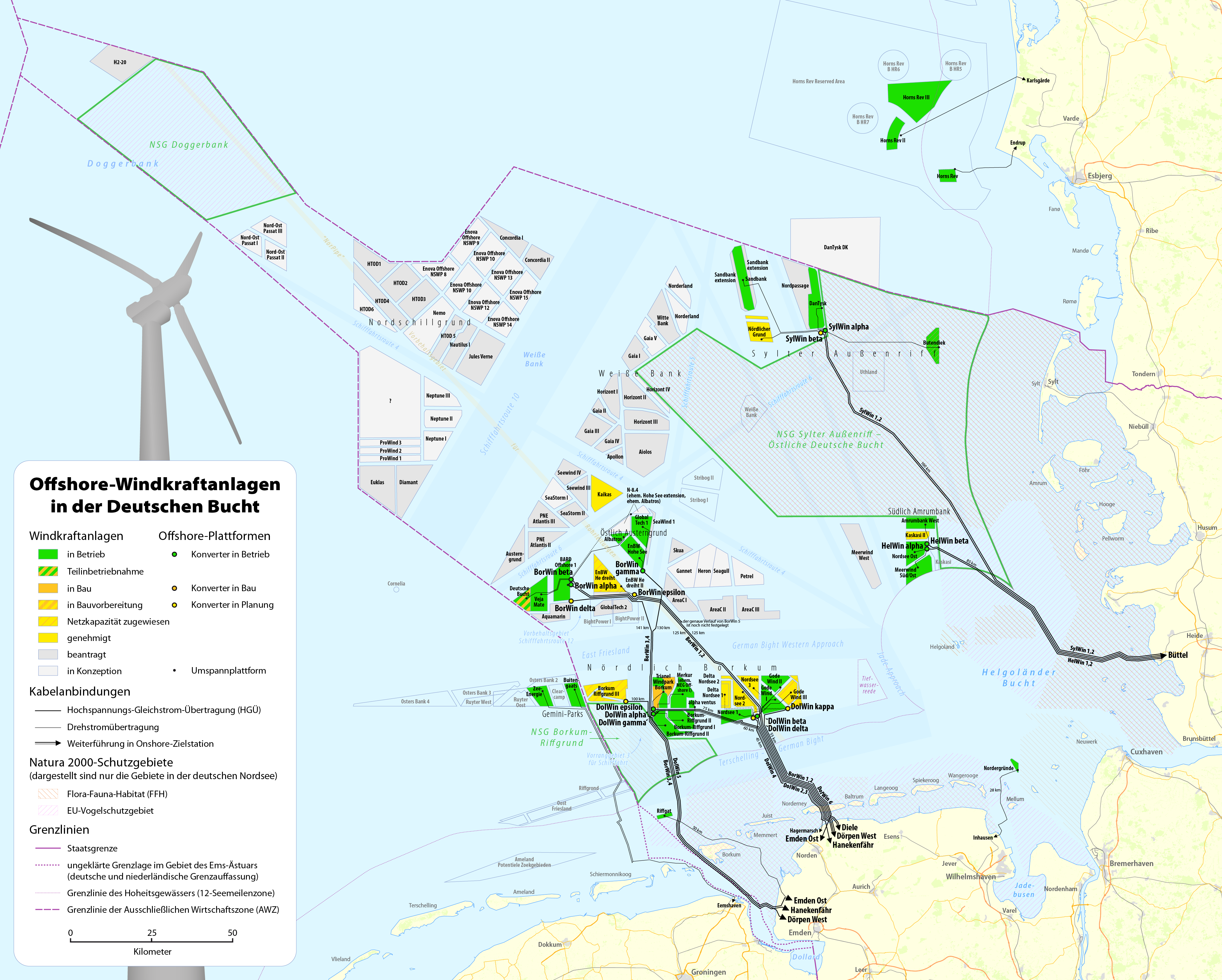
HGÜ-Anlagen in der Nordsee (schwarze Linien)

## Baden-Württemberg
| Name               | Betreiber           | Baujahr      | Koordinaten                | 380 kV | 220 kV | Besonderheiten, Bemerkungen |
| ------------------ | ------------------- | ------------ | -------------------------- | ------ | ------ | --- |
| Altbach            | TransnetBW          | 1984         | 48,719151° N, 9,371° O     | x      |        | Einspeisung aus dem HKW 1 des Kraftwerks Altbach/Deizisau |
| Altlußheim         | TransnetBW          | 1980er Jahre | 49,293889° N, 8,511944° O  |        | x      | 110-kV-Anlagenstandort seit ca. 1950er Jahre, 2017–2020 Umbau auf zukünftigen 380-kV-Betrieb |
| Beuren             | TransnetBW          | 1975         | 47,806111° N, 8,861111° O  |        | x      | Umbau auf 380 kV geplant |
| Birkenfeld         | TransnetBW          | 1960er Jahre | 48,89° N, 8,641389° O      |        | x      | Umbau auf 380 kV geplant |
| Bruchsal Kändelweg | TransnetBW          | 2012         | 49,133083° N, 8,561597° O  | x      |        | Weltgrößter Pflanzenöl-gekühlter Transformator |
| Bühl               | TransnetBW          | 1970er Jahre | 48,705278° N, 8,120556° O  |        | x      | vorher reiner 110-kV-Anlagenstandort, Neubau als gasisolierte 380-kV-Innenraum-Schaltanlage geplant |
| Bünzwangen         | TransnetBW          | 1980er Jahre | 48,701389° N, 9,5625° O    | x      |        | |
| Daxlanden          | Amprion, TransnetBW | 1962         | 49,008889° N, 8,313611° O  | x      | x      | Kraftwerkseinspeisung aus dem Rheinhafen-Dampfkraftwerk, Neubau als gasisolierte 380-kV-Innenraum-Schaltanlage geplant |
| Dellmensingen      | Amprion, TransnetBW | 1958         | 48,304167° N, 9,885833° O  | x      | x      | |
| Eichstetten        | TransnetBW          | 1950er Jahre | 48,099167° N, 7,753333° O  | x      | x      | Räumlich getrennte 220- und 380-kV-Schaltanlagen, Erweiterung um 380-kV-Schaltanlage 1984 |
| Endersbach         | TransnetBW          | 1988         | 48,8125° N, 9,3775° O      | x      |        | |
| Engstlatt          | TransnetBW          | 1978         | 48,310278° N, 8,8725° O    | x      |        | |
| Goldshöfe          | TransnetBW          | 1960er Jahre | 48,896944° N, 10,116389° O | x      |        | Ursprünglich 220-kV-Anlage, seit 2008 Umbau in 380-kV-Anlage, Wegfall der 220-kV-Ebene 2016 |
| Großgartach        | TransnetBW          | 1960er Jahre | 49,143611° N, 9,150833° O  | x      |        | Netzanschlusspunkt für früheres Kernkraftwerk Neckarwestheim; Einspeisung aus dem Kraftwerk Heilbronn, ursprünglich 220-kV-Anlage, 1986 Ergänzung um 380-kV-Anlage, Wegfall der 220-kV-Ebene 2017; Konverterstandort für HGÜ-Verbindung Suedlink |
| Grünkraut          | TransnetBW          | 1998         | 47,744722° N, 9,645° O     | x      |        | |
| Gurtweil           | TransnetBW          | 1950er Jahre | 47,64° N, 8,251944° O      |        | x      | |
| Heidelberg Süd     | TransnetBW          | 1970er Jahre | 49,36° N, 8,663611° O      |        | x      | |
| Herbertingen       | Amprion, TransnetBW | 1929         | 48,064167° N, 9,425556° O  | x      |        | Früher 220-kV-Anlage, Ersatz durch 380-kV-Anlage 1998 |
| Hoheneck           | Amprion, TransnetBW | 1926         | 48,914373° N, 9,190595° O  | x      | x      | Zwei räumlich getrennte Anlagenstandorte zweier Übertragungsnetzbetreiber, Sitz der Amprion-Gruppenschaltleitung Süd seit 1958 |
| Höpfingen          | TransnetBW          | 1980         | 49,59° N, 9,446667° O      | x      |        | |
| Hüffenhardt        | TransnetBW          | 1969         | 49,295° N, 9,091111° O     | x      |        | Früher 220-kV-Anlage, Umbau in 380-kV-Anlage bis 2009 |
| Karlsruhe Ost      | TransnetBW          | 1970er Jahre | 49,006944° N, 8,451667° O  |        | x      | |
| Karlsruhe West     | TransnetBW          | 1970er Jahre | 49,013056° N, 8,348889° O  |        | x      | |
| Kupferzell         | TransnetBW          | 1980         | 49,232222° N, 9,694722° O  | x      |        | Erweiterung der Schaltanlage seit ca. 2018 |
| Kuppenheim         | TransnetBW          | 1970er Jahre | 48,846111° N, 8,248889° O  |        | x      | |
| Kühmoos            | Amprion, TransnetBW | 1967         | 47,595833° N, 7,9575° O    | x      | x      | |
| Laichingen         | TransnetBW          | 1970er Jahre | 48,464722° N, 9,704167° O  | x      |        | |
| Mannheim-Rheinau   | Amprion             | 1926         | 49,439722° N, 8,546667° O  | x      | x      | Wichtiger Forschungsstandort (DVG-Versuchsanlage für 380 kV, HGÜ-Versuchsanlage, FGH), Erweiterung um 380-kV-Anlage 2019 |
| Metzingen          | TransnetBW          | 1970er Jahre | 48,549722° N, 9,274722° O  | x      |        | 110-kV-Anlagenstandort seit den 1950er Jahren, bis 2009 auch 220-kV-Anlage |
| Mühlhausen         | TransnetBW          | 1977         | 48,8525° N, 9,214722° O    | x      |        | ursprünglich 220-kV-Schaltanlage, Umbau in 380-kV-Anlage 2012 |
| Neckarwestheim     | TransnetBW          | 1977         | 49,041944° N, 9,205278° O  |        |        | Reines 220-kV-Schaltwerk |
| Neurott            | TransnetBW          | 1970er Jahre | 49,356667° N, 8,623056° O  |        |        | |
| Niederstotzingen   | TransnetBW          | 1970er Jahre | 48,53° N, 10,232222° O     | x      |        | 110-kV-Anlagenstandort seit 1921, Wegfall der 220-kV-Ebene 2016 |
| Oberjettingen      | TransnetBW          | 1977         | 48,583611° N, 8,785833° O  | x      |        | |
| Oberwald           | TransnetBW          | 1975         | 48,985833° N, 8,445278° O  |        | x      | |
| Obermooweiler      | TransnetBW          | 1998         | 47,6525° N, 9,801667° O    | x      |        | |
| Philippsburg       | TransnetBW          | 1980         | 49,251389° N, 8,440833° O  | x      |        | Früher Kraftwerkseinspeisung aus dem Kernkraftwerk Philippsburg, Konverterstandort für Ultranet |
| Pulverdingen       | TransnetBW          | 1977         | 48,902778° N, 9,045833° O  | x      |        | |
| Rotensohl          | TransnetBW          | 1980er Jahre | 48,736667° N, 10,222222° O | x      |        | |
| Schwörstadt        | TransnetBW          | 1972         | 47,586111° N, 7,838889° O  |        | x      | Umbau in 380-kV-Anlage geplant |
| Stockach           | TransnetBW          | 1970er Jahre | 47,844444° N, 9,012778° O  |        | x      | Abbau geplant ab 2032 |
| Tiengen            | Amprion             | 1930         | 47,633611° N, 8,258611° O  | x      | x      | |
| Trossingen         | TransnetBW          | 1960er Jahre | 48,065556° N, 8,616944° O  | x      |        | Früher 220-kV-Anlage, Umbau in 380-kV-Anlage 2007 |
| Villingen          | TransnetBW          | 1990er Jahre | 48,043333° N, 8,465278° O  | x      |        | |
| Weier              | TransnetBW          | 1969         | 48,501111° N, 7,910833° O  |        | x      | Umbau auf zukünftigen 380-kV-Betrieb 2016–2020 |
| Weinheim           | TransnetBW          | 1970er Jahre | 49,543611° N, 8,626944° O  |        |        | 110-kV-Anlagenstandort seit den 1950er Jahren |
| Wendlingen         | TransnetBW          | 1950er Jahre | 48,666389° N, 9,401667° O  | x      |        | Ursprünglich 220-kV-Anlage, Wegfall der 220-kV-Anlage 2009 |

## Bayern
| Anlage             |                      | Betreiber  | 380 kV | 220 kV | Koordinaten                | Bemerkungen |
| ------------------ | -------------------- | ---------- | ------ | ------ | -------------------------- | --- |
| Altheim            |                      | Tennet     |        | x      | 48,585556° N, 12,220556° O | |
| Aschaffenburg      |                      | Tennet     | x      |        | 49,969722° N, 9,090278° O  | |
| Bergrheinfeld      |                      | Tennet     | x      |        | 49,989167° N, 10,16° O     | Konverterstandort für HGÜ-Verbindung Suedlink |
| Bidingen           |                      | Amprion    | x      |        | 47,826398° N, 10,702388° O | |
| Dettingen          |                      | Amprion    | x      |        | 50,060082° N, 8,989755° O  | |
| Eltmann            |                      | Tennet     | x      |        | 49,98° N, 10,664444° O     | |
| Etzenricht         |                      | Tennet     | x      |        | 49,631111° N, 12,113333° O | von 1992 bis 1995 Standort einer HGÜ-Kurzkupplung (160 kV) 220 kV-Anlage wegen Umstellung des Ostbayernrings temporär nachgerüstet |
| Föhring            |                      | Tennet     | x      |        | 48,179167° N, 11,64° O     | |
| Grafenrheinfeld    |                      | Tennet     | x      |        | 49,981111° N, 10,188056° O | Netzanschlusspunkt für früheres Kernkraftwerk Grafenrheinfeld |
| Gundelfingen       |                      | Amprion    | x      |        | 48,517627° N, 10,392729° O | Lastverteilerwerk |
| Ingolstadt-Mailing | Großmehring          | Tennet     | x      |        | 48,761111° N, 11,5075° O   | Netzanschlusspunkt für das Kraftwerk Ingolstadt |
| Irsching           | Vohburg an der Donau | Tennet     | x      |        | 48,763611° N, 11,584444° O | 220 kV-Anlage wurde abgerießen. Netzanschlusspunkt für das Kraftwerk Irsching |
| Isar               |                      | Tennet     | x      |        | 48,606944° N, 12,296944° O | Netzanschlusspunkt für die früheren Kernkraftwerke Isar und Niederaichbach; Konverterstandort für HGÜ-Verbindung Südostlink |
| Kempten            |                      | Amprion    |        | x      | 47,682778° N, 10,321944° O | stillgelegt im Dezember 2021 |
| Kriegenbrunn       | Erlangen             | Tennet     | x      |        | 49,558611° N, 10,972778° O | |
| Krün               |                      | Tennet     |        | x      | 47,495833° N, 11,2775° O   | |
| Lechhausen         | Augsburg             | Amprion    | x      |        | 48,401111° N, 10,936667° O | |
| Leupolz            | Kempten              | Amprion    | x      |        | 47,738056° N, 10,363056° O | |
| Ludersheim         |                      | Tennet     |        | x      | 49,393333° N, 11,327222° O | |
| Marienberg         |                      | Tennet     |        | x      | 47,913056° N, 12,129722° O | |
| Mechlenreuth       |                      | Tennet     | x      |        | 50,183056° N, 11,811111° O | 380-kV-Teil wird erneuert und erweitert, 220-kV-Teil stillgelegt, im Rückbau |
| Meitingen          |                      | Amprion    | x      |        | 48,539167° N, 10,8675° O   | |
| Memmingen          |                      | Amprion    |        | x      | 47,970556° N, 10,194722° O | stillgelegt 2020, im Rückbau, Neubau südlich davon in Woringen 380 kV 2017–2019 |
| Menzing            |                      | Tennet     | x      |        | 48,171667° N, 11,440833° O | |
| Neufinsing         |                      | Tennet     |        | x      | 48,221133° N, 11,812918° O | |
| Oberbachern        |                      | Tennet     | x      | x      | 48,291389° N, 11,370833° O | |
| Oberbrunn          |                      | Tennet     |        | x      | 48,051667° N, 11,293889° O | |
| Oberhaid           |                      | Tennet     | x      |        | 49,928056° N, 10,835833° O | |
| Oberottmarshausen  |                      | Amprion    | x      | x      | 48,237778° N, 10,840556° O | Amprion betreibt den südlichen Teil der Anlage (380 kV), der nördliche Teil (110 kV) wird von der LEW Verteilnetz betrieben. Am 11. September 2018 hat Amprion einen neuen rotierenden Phasenschieber von Siemens in der Umspannanlage feierlich in Betrieb genommen. Amprion investierte 65 Millionen Euro. |
| Ottenhofen         |                      | Tennet     | x      |        | 48,206667° N, 11,868056° O | |
| Pirach             |                      | Tennet     |        | x      | 48,148611° N, 12,747222° O | |
| Plattling          |                      | Tennet     | x      |        | 48,763297° N, 12,851912° O | |
| Pleinting          |                      | Tennet     | x      | x      | 48,666667° N, 13,103333° O | |
| Raitersaich        | Roßtal               | Tennet     | x      | x      | 49,378611° N, 10,842778° O | |
| Rauhenzell         |                      | Amprion    |        | x      | 47,558611° N, 10,234722° O | |
| Redwitz            |                      | Tennet     | x      |        | 50,162222° N, 11,193889° O | abgehendes 220-kV-System nach Mechlenreuth geerdet |
| Regensburg         |                      | Tennet     |        | x      | 49,0125° N, 12,150556° O   | |
| Schwandorf         |                      | Tennet     | x      | x      | 49,2975° N, 12,081944° O   | teilweise Umstellung des 220-kV-Teils auf 380 kV geplant |
| Schweinfurt        |                      | Tennet     | x      |        | 50,028056° N, 10,196111° O | |
| Sittling           |                      | Tennet     |        | x      | 48,838056° N, 11,792222° O | |
| Stalldorf          |                      | TransnetBW | x      |        | 49,578034° N, 9,946251° O  | |
| Trennfeld          |                      | Tennet     |        | x      | 49,798333° N, 9,593889° O  | |
| Vöhringen          |                      | Amprion    | x      | x      | 48,267222° N, 10,083056° O | |
| Würgau             |                      | Tennet     | x      |        | 49,979167° N, 11,105278° O | |
| Zolling            |                      | Tennet     |        | x      | 48,455691° N, 11,807357° O | |

## Berlin
| Anlage                | Betreiber | 380 kV | 220 kV | Koordinaten                | Bemerkungen            |
| --------------------- | --------- | ------ | ------ | -------------------------- | ---------------------- |
| Berlin-Charlottenburg | 50Hertz   | x      |        | 52,522057° N, 13,315521° O | reine Erdkabelspeisung |
| Berlin-Malchow        | 50Hertz   | x      |        | 52,589722° N, 13,494167° O |                        |
| Berlin-Mitte          | 50Hertz   | x      |        | 52,503333° N, 13,369167° O | reine Erdkabelspeisung |
| Berlin-Friedrichshain | 50Hertz   | x      |        | 52,52139° N, 13,45641° O   | reine Erdkabelspeisung |
| Berlin-Marzahn        | 50Hertz   | x      | x      | 52,535278° N, 13,523889° O |                        |
| Berlin-Reuter         | 50Hertz   | x      |        | 52,531389° N, 13,248889° O |                        |
| Berlin-Teufelsbruch   | 50Hertz   | x      |        | 52,580556° N, 13,211389° O |                        |
| Berlin-Wuhlheide      | 50Hertz   |        | x      | 52,473889° N, 13,505833° O |                        |

## Brandenburg
| Anlage                   | Betreiber | 380 kV | 220 kV | Koordinaten                | Bemerkungen |
| ------------------------ | --------- | ------ | ------ | -------------------------- | --- |
| Altdöbern                | 50Hertz   | x      |        | 51,639804° N, 14,000221° O | Neubau 2022. |
| Brandenburg-West         | 50Hertz   |        | x      | 52,405° N, 12,499444° O    | |
| Bertikow                 | 50Hertz   |        | x      | 53,252048° N, 13,957036° O | Für die Einspeisung von erneuerbaren Energien konzipiert. 2019 sind Windkraftanlagen mit einer Leistung von ca. 440 MW sowie Biomasseanlagen mit einer Leistung von ca. 20 MW angeschlossen (Hybridkraftwerk Uckermark von Enertrag). |
| Brandenburg-West         | 50Hertz   |        | x      | 52,405° N, 12,499444° O    | |
| Eisenhüttenstadt-Pohlitz | 50Hertz   | x      |        | 52,174167° N, 14,604444° O | |
| Gransee                  | 50Hertz   |        | x      | 52,994583° N, 13,2653° O   | Neubau 2016 |
| Großräschen              |           | x      |        | 51,607222° N, 14,024722° O | 2 × 380/110-kV-Transformatoren für 2023 projektiert |
| Heinersdorf              | 50Hertz   | x      |        | 52,44405° N, 14,139367° O  | Neubau 2017 – nur EEG-Einspeisung – reine Erdkabelspeisung |
| Hennigsdorf              |           |        | x      | 52,657222° N, 13,205833° O | |
| Neuenhagen               | 50Hertz   | x      | x      | 52,539722° N, 13,71° O     | |
| Perleberg                | 50Hertz   | x      |        | 53,086111° N, 11,8525° O   | |
| Preilack                 | 50Hertz   | x      |        | 51,888611° N, 14,428333° O | |
| Putlitz                  | 50Hertz   | x      |        | 53,250896° N, 12,087755° O | nur EEG-Einspeisung – reine Erdkabelspeisung |
| Putlitz-Süd              | 50Hertz   | x      |        | 53,253217° N, 12,111417° O | Neubau 2016 – nur EEG-Einspeisung – reine Erdkabelspeisung |
| Ragow                    | 50Hertz   | x      |        | 51,874167° N, 13,9025° O   | |
| Schönewalde              | 50Hertz   | x      |        | 51,828255° N, 13,157311° O | |
| Thyrow                   | 50Hertz   | x      | x      | 52,231389° N, 13,303611° O | |
| Vierraden bei Schwedt    | 50Hertz   |        | x      | 53,096111° N, 14,271111° O | |
| Wustermark               | 50Hertz   | x      | x      | 52,561944° N, 12,941111° O | |

## Bremen
| Anlage        | Stadtteil             | Betreiber | 380 kV | 220 kV | 110 kV | Koordinaten               | Bemerkungen                                                            |
| ------------- | --------------------- | --------- | ------ | ------ | ------ | ------------------------- | ---------------------------------------------------------------------- |
| Farge         | Bremen-Farge          | Tennet    | x      |        |        | 53,203976° N, 8,515691° O | beim Kraftwerk Farge                                                   |
| Mittelsbüren  | Bremen-Häfen          |           |        |        |        | 53,130191° N, 8,679456° O | Gemeinschaftskraftwerk Bremen Kraftwerk Mittelsbüren Stahlwerke Bremen |
| Neuenland     | Bremen-Neustadt       |           |        | x      |        | 53,063611° N, 8,784167° O |                                                                        |
| Niedervieland | Bremen-Seehausen      | Tennet    | x      |        |        | 53,092691° N, 8,695427° O |                                                                        |
| Wartum        | Bremen-Woltmershausen |           |        |        | x      | 53,069167° N, 8,763056° O |                                                                        |
| Grambke       | Bremen-Oslebshausen   |           |        | x      | x      | 53,139167° N, 8,714444° O |                                                                        |
| Blockland     | Bremen-Findorff       | Tennet    |        | x      |        | 53,106944° N, 8,82° O     | Nähe Müllheizkraftwerk Bremen                                          |

## Hamburg
| Anlage      |  | Stadtteil           | Betreiber | 380 kV | 220 kV | 110 kV | Koordinaten                | Bemerkungen                                                                       |
| ----------- |  | ------------------- | --------- | ------ | ------ | ------ | -------------------------- | --------------------------------------------------------------------------------- |
| Hamburg-Ost |  | Hamburg-Billstedt   | 50Hertz   | x      |        |        | 53,554936° N, 10,157221° O | 380-kV-Leitung vom Kernkraftwerk Krümmel (KKK)                                    |
| Hamburg-Süd |  | Hamburg-Altenwerder | 50Hertz   | x      |        |        | 53,487778° N, 9,908611° O  | 380-kV-Leitung nach Dollern (Tennet) & 380-kV-Leitung vom Kohlekraftwerk Moorburg |

## Hessen
| Name                | Betreiber      | Baujahr      | Koordinaten               | 380 kV | 220 kV | Besonderheiten, Bemerkungen |
| ------------------- | -------------- | ------------ | ------------------------- | ------ | ------ | --- |
| Aßlar               | TenneT         | 2001         | 50,590833° N, 8,479722° O | x      |        | 110-kV-Anlagenstandort seit etwa 1970er Jahre |
| Bergshausen         | Tennet         | 1990         | 51,258889° N, 9,514167° O | x      |        | Einschleifung in die bereits seit ca. 1969 bestehende 380-kV-Leitung |
| Beerfelden          | Amprion        | 1960er Jahre | 49,567222° N, 8,953611° O |        | x      | Wegfall der 220-kV-Ebene 2021 durch Umstellung des ehem. Stromkreises Urberach–Großgartach auf 110 kV |
| Bischofsheim        | Amprion        | 1990         | 49,981944° N, 8,388056° O | x      |        | Erweiterung der Schaltanlage 2018–2021 |
| Borken              | Tennet         | 1974         | 51,058611° N, 9,257778° O | x      |        | bis 1994 benachbarte 220-kV-Schaltanlage des ehem. Kraftwerks Borken, die 380-kV-Anlage selbst war stets Netzknotenpunkt und nie Teil der Kraftwerkseinspeisung                                                    |
| Borken (alt)        | PreußenElektra | 1929         | 51,0601° N, 9,2676° O     |        | x      | Wegfall der Kraftwerkseinspeisung 1991 nach Stilllegung des Kraftwerks Borken, Außerbetriebnahme am 17. Juni 1994, Abriss 1995                                                                                     |
| Bürstadt            | Amprion        | 1960er Jahre | 49,633333° N, 8,419167° O | x      | x      | |
| Dillenburg          | Tennet         | 1983         | 50,758611° N, 8,284444° O | x      |        | |
| Dipperz             | Tennet         | 1975         | 50,528611° N, 9,773889° O | x      |        | Erweiterung des Schaltfelds 1992 (Bau der Leitung nach Großkrotzenburg) |
| Dörnigheim          | Tennet         | 1963         | 50,130556° N, 8,872222° O |        | x      | Anlagenstandort für 60 und 110 kV seit 1925, später Erweiterung um 220 kV |
| Frankfurt Nord      | Tennet         | 1963         | 50,15923° N, 8,73533° O   |        | x      | 220-kV-Speisung vom Kraftwerk Staudinger, früher noch weitere 220-kV-Leitungen nach Frankfurt-Südwest und Gießen-Nord, Reduktion der 220-kV-Anlage und Umstellung der Leitungen auf 110 kV Anfang der 1990er Jahre |
| Frankfurt Südwest   | Tennet         | 1976         | 50,092222° N, 8,618611° O | x      |        | bis 1991 220-kV-Anlage, abzweigende Leitung war bereits beim Bau für 380 kV dimensioniert, der ehemalige Transformator wurde ins Umspannwerk Hardegsen umgesetzt.                                                  |
| Gießen Nord         | Tennet         | 1965         | 50,605556° N, 8,656389° O | x      |        | 110-kV-Anlagenstandort seit 1925, bis Anfang der 1990er Jahre noch zusätzlich 220-kV-Schaltanlage, schrittweise Modernisierung 2016–2021                                                                           |
| Großkrotzenburg     | Tennet         | 1967         | 50,082316° N, 8,95871° O  | x      |        | Einspeisung aus den Blöcken 4 und 5 des Kraftwerks Staudinger |
| Karben              | Tennet         | 1991         | 50,203333° N, 8,809444° O | x      |        | Wurde 2013–2015 stark erweitert und alle vorbeiführenden Stromkreise in die Schaltanlage eingeführt |
| Kelsterbach         | Amprion        | 2007         | 50,045556° N, 8,532222° O | x      |        | Ersetzt 220-kV-Anlage von 1926 an nahegelegenem Standort |
| Kelsterbach (alt)   | RWE            | 1926         | 50,0435° N, 8,5289° O     |        | x      | Abriss und Neubau als platzsparende Innenraumanlage im Zuge des Baus der Landebahn Nordwest am Flughafen Frankfurt 2006–2007                                                                                       |
| Kriftel             | Amprion        | 2004         | 50,097321° N, 8,470142° O | x      |        | Erweiterung um Blindleistungskompensationsanlage und zusätzliches 380-kV-Schaltfeld für einkreisigen 380-kV-Abzweig aus dem Tennet-Netz 2016–2018                                                                  |
| Lauterbach          | PreußenElektra | 1950er Jahre | 50,6418° N, 9,3904° O     |        | x      | Wegfall der 220-kV-Ebene um 1992, Umbau der Leitung nach Borken auf 110 kV |
| Limburg             | Amprion        | 2009         | 50,406752° N, 8,065895° O | x      |        | früher 220-kV-Anlage, wurde in eine 380-kV-Anlage umgebaut |
| Mecklar             | Tennet         | 1994         | 50,916667° N, 9,745833° O | x      |        | Errichtung im Zuge des Baus der Leitung Mecklar–Vieselbach, Einschleifung der bestehenden Leitung Borken–Dipperz Erweiterung 2014–2019 (Leitung Wahle–Mecklar)                                                     |
| Pfungstadt          | Amprion        | 1979         | 49,815° N, 8,588611° O    | x      |        | 110-kV-Anlagenstandort seit ca. 1964, Erweiterung um 380-kV-Anlage 2014–2017 Stilllegung der 220-kV-Anlage 2023 |
| Sandershausen       | Tennet         | 1970         | 51,325° N, 9,56729° O     |        | x      | Früher 220-/60-kV-Anlage, Reduktion Mitte der 1990er Jahre mit Abbau der Leitung Sandershausen–Borken, Wegfall mittelfristig                                                                                       |
| Sandershausen (neu) | Tennet         | 2016         | 51,3311° N, 9,5847° O     | x      |        | ersetzt mittelfristig altes 220-kV-Umspannwerk an der BAB 7 |
| Staudinger          | Tennet         | 1963         | 50,0909° N, 8,5967° O     |        | x      | Früher Kraftwerkseinspeisung aus den Blöcken 1–3 des Kraftwerks Staudinger, seit Stilllegung der Blöcke reiner Netzknotenpunkt                                                                                     |
| Twistetal           | Tennet         | 1974         | 51,343056° N, 8,9925° O   | x      |        | |
| Urberach            | Amprion        | 1979         | 49,974444° N, 8,772222° O | x      | x      | 110-kV-Anlagenstandort seit ca. 1956, seit 2017 etappenweise Rückbau der 220-kV-Anlage |
| Waldeck             | Tennet         | 1974         | 51,167222° N, 9,050278° O | x      |        | Einspeisung aus dem Pumpspeicherkraftwerk Waldeck, reine Schaltanlage, Neubau in den 2010er Jahren |

## Mecklenburg-Vorpommern
| Anlage                | Betreiber | 380 kV | 220 kV | Koordinaten                | Bemerkungen                                                                                                   |
| --------------------- | --------- | ------ | ------ | -------------------------- | --- |
| Altentreptow-Nord     | 50Hertz   | x      |        | 53,737049° N, 13,317389° O | nur Einspeisung aus Windenergieanlagen                                                                        |
| Altentreptow-Süd      | 50Hertz   | x      |        | 53,624083° N, 13,180317° O | Neubau 2017                                                                                                   |
| Bentwisch             | 50Hertz   |        | x      | 54,111944° N, 12,213333° O | |
| Bentwisch HGÜ         | 50Hertz   | x      |        | 54,100556° N, 12,2175° O   | HGÜ-Station Kontek (400 kV), Offshore-Windparks und Combined Grid Solution                                    |
| Güstrow               | 50Hertz   | x      | x      | 53,815556° N, 12,186667° O | |
| Iven                  | 50Hertz   |        | x      | 53,794167° N, 13,399722° O | nur Einspeisung aus Windenergieanlagen                                                                        |
| Lubmin                | 50Hertz   | x      | x      | 54,139051° N, 13,682132° O | Netzanschlusspunkt für früheres Kernkraftwerk Greifswald und mehrere Anbindungsleitungen von 50Hertz Offshore |
| Pasewalk              | 50Hertz   | x      | x      | 53,507778° N, 14,033611° O | |
| Siedenbrünzow         | 50Hertz   | x      |        | 53,908056° N, 13,1425° O   | |
| Schwerin-Görries      | 50Hertz   | x      |        | 53,600833° N, 11,370278° O | |
| Stralsund-Lüdershagen | 50Hertz   |        | x      | 54,284722° N, 13,079167° O | |
| Wessin                | 50Hertz   | x      |        | 53,572129° N, 11,699461° O | nur Einspeisung aus Windenergieanlagen                                                                        |

## Niedersachsen
| Anlage            | Gemeinde                               | Betreiber | 380 kV | 220 kV | 110 kV | HGÜ | Koordinaten                | Bemerkungen |
| ----------------- | -------------------------------------- | --------- | ------ | ------ | ------ | --- | -------------------------- | --- |
| Abbenfleth        | Stade bei Hamburg                      | Tennet    |        | x      |        |     | 53,619595° N, 9,528898° O  | Betriebsgelände Aluminium Oxid Stade |
| Ahlten            | Lehrte bei Hannover                    | Tennet    |        | x      |        |     | 52,381667° N, 9,9175° O    | |
| Alfstedt          | Samtgemeinde Geestequelle bei Cuxhaven | Tennet    | x      |        |        |     | 53,566389° N, 9,068611° O  | |
| Algermissen       | Algermissen bei Hannover               | Tennet    | x      |        |        |     | 52,277936° N, 9,91748° O   | |
| Braunschweig-Nord | Braunschweig                           | Tennet    |        | x      |        |     | 52,301667° N, 10,505278° O | |
| Butteldorf        | Elsfleth bei Bremen                    | Tennet    |        | x      |        |     | 53,19° N, 8,408889° O      | |
| Cloppenburg       | Cloppenburg                            | Tennet    |        | x      |        |     | 52,858056° N, 8,081944° O  | |
| Conneforde        | Wiefelstede bei Oldenburg              | Tennet    | x      | x      |        |     | 53,333333° N, 8,053056° O  | |
| Diele             | Weener bei Papenburg                   | Tennet    | x      |        |        | 2×  | 53,125556° N, 7,312222° O  | Konverterstationen für die Offshore-HGÜ-Systeme BorWin1 und BorWin2 zur Anbindung von Offshore-Windparks in der Nordsee                                      |
| Dollern           | Dollern bei Stade                      | Tennet    | x      | x      |        |     | 53,543056° N, 9,501944° O  | |
| Dörpen-West       | Heede bei Papenburg                    | Tennet    | x      |        |        | 3×  | 52,981111° N, 7,257222° O  | Konverterstationen für die Offshore-HGÜ-Systeme DolWin1, DolWin2 und DolWin3 zur Anbindung von Offshore-Windparks in der Nordsee                             |
| Emden-Borssum     | Emden                                  | Tennet    |        |        | x      |     | 53,35° N, 7,224167° O      | Anschluss Kraftwerk Emden; Rückbau 220kV mit Fertigstellung 380kV Emden-Ost — Conneforde                                                                     |
| Emden-Ost         |                                        | Tennet    | x      |        |        | 3×  | 53,357501° N, 7,243906° O  | Konverterstationen für die Offshore-HGÜ-Systeme BorWin3, DolWin5 und DolWin6 zur Anbindung von Offshore-Windparks in der Nordsee                             |
| Ganderkesee       | Ganderkesee bei Delmenhorst/Bremen     | Tennet    | x      |        |        |     | 53,031944° N, 8,563889° O  | |
| Georgsmarienhütte | Georgsmarienhütte bei Osnabrück        | Tennet    |        | x      |        |     | 53,210556° N, 8,047778° O  | |
| Gleidingen        | Laatzen bei Hannover                   | Tennet    |        | x      |        |     | 52,236667° N, 10,421111° O | |
| Göttingen         | Göttingen                              | Tennet    |        | x      |        |     | 51,515556° N, 9,882778° O  | |
| Götzdorf          | Stade                                  | Tennet    |        | x      |        |     | 53,657888° N, 9,491601° O  | beim Umspannwerk Stade-West, Dow Chemical |
| Grohnde           | Emmerthal                              | Tennet    | x      |        |        |     | 52,026111° N, 9,389722° O  | Netzanschlusspunkt für früheres Kernkraftwerk Grohnde |
| Hanekenfähr       | Lingen                                 | Amprion   | x      | x      |        |     | 52,476389° N, 7,309167° O  | Netzanschlusspunkt für frühere Kernkraftwerke Emsland, Lingen, für Erdgaskraftwerk Emsland, Konverterstandort für Offshore-HGÜ-Systeme BorWin 4 und DolWin4. |
| Hannover-Lahe     | Bothfeld-Vahrenheide                   | Tennet    |        | x      |        |     | 52,424444° N, 9,821111° O  | |
| Hannover-West     | Barsinghausen/Seelze                   | Tennet    |        | x      |        |     | 52,360278° N, 9,5225° O    | |
| Hattorf           | Wolfsburg                              | Tennet    | x      |        |        |     | 52,367651° N, 10,761055° O | |
| Hardegsen         | Hardegsen bei Göttingen                | Tennet    |        | x      |        |     | 51,649167° N, 9,851111° O  | |
| Helmstedt         | Helmstedt                              | Tennet    | x      |        |        |     | 52,2° N, 10,999167° O      | |
| Inhausen          | Wilhelmshaven-Sengwarden               | Tennet    |        | x      |        |     | 53,6201° N, 8,0601° O      | |
| Klein Ilsede      | Ilsede bei Hildesheim                  | Tennet    | x      |        |        |     | 52,293056° N, 10,235° O    | |
| Lamspringe        | Lamspringe bei Hildesheim              | Tennet    | x      |        |        |     | 51,953115° N, 9,996842° O  | in Planung |
| Landesbergen      | Landesbergen bei Nienburg              | Tennet    | x      | x      |        |     | 52,538056° N, 9,125278° O  | |
| Limmer (Godenau)  | Alfeld bei Hildesheim                  | Tennet    |        | x      |        |     | 52,000556° N, 9,796944° O  | |
| Lüneburg          | Lüneburg                               | Tennet    | x      |        |        |     | 53,219722° N, 10,378611° O | |
| Lüstringen        | Osnabrück                              | Amprion   |        | x      |        |     | 52,264167° N, 8,104167° O  | |
| Maade             | Wilhelmshaven-Rüstersieler Groden      | Tennet    | (x)    | x      |        |     | 53,560278° N, 8,1225° O    | Schaltwerk (380 kV in Planung/Bau, momentan ohne Anschluss)                                                                                                  |
| Mehrum            | Hohenhameln bei Hildesheim             | Tennet    |        | x      |        |     | 52,314167° N, 10,087778° O | |
| Meppen            | Meppen                                 | Amprion   | x      |        |        |     | 52,75338° N, 7,277667° O   | |
| Minden            |                                        | Tennet    |        | x      |        |     | 52,278333° N, 8,959167° O  | |
| Neurhede          | Rhede bei Papenburg                    | Tennet    | x      |        |        |     | 53,026389° N, 7,254167° O  | |
| Niederlangen      | Niederlangen bei Papenburg             | Amprion   | x      |        |        |     | 52,869722° N, 7,194722° O  | |
| Ohlensehlen       | Kirchdorf                              | Tennet    | x      |        |        |     | 52,563762° N, 8,895596° O  | |
| Sankt Hülfe       | Diepholz                               | Amprion   | x      | x      |        |     | 52,60964° N, 8,403178° O   | |
| Stade             | Stade                                  | Tennet    |        | x      |        |     | 53,6186° N, 9,5303° O      | ehemaliges Kernkraftwerk Stade |
| Stade-West        | Stade                                  |           |        |        |        |     | 53,632424° N, 9,489741° O  | |
| Sottrum           | Sottrum bei Bremen                     | Tennet    | x      | x      |        |     | 53,114444° N, 9,25° O      | |
| Stadorf           | Schwienau bei Uelzen                   | Tennet    | x      |        |        |     | 52,993333° N, 10,381944° O | |
| Unterweser        | Stadland gegenüber Bremerhaven         | Tennet    | x      |        |        |     | 53,428889° N, 8,475° O     | Netzanschlusspunkt für früheres Kernkraftwerk Unterweser |
| Voslapp           | Wilhelmshaven-Voslapp                  | Tennet    |        | x      |        |     | 53,605833° N, 8,085556° O  | |
| Wahle             | Vechelde bei Braunschweig              | Tennet    | x      | x      |        |     | 52,2852° N, 10,367° O      | |
| Wechold           | Hilgermissen bei Nienburg              | Tennet    |        | x      |        |     | 52,853056° N, 9,145278° O  | |
| Wehrendorf        | Bad Essen bei Osnabrück                | Amprion   | x      | x      |        |     | 52,345556° N, 8,308611° O  | |

## Nordrhein-Westfalen
| Anlage           | Gemeinde      | Betreiber | 380 kV | 220 kV | Koordinaten               | Bemerkungen |
| ---------------- | ------------- | --------- | ------ | ------ | ------------------------- | --- |
| Altenkleusheim   |               | Amprion   | (x)    | x      | 51,011111° N, 7,9375° O   | Umbau auf 380 kV im Zuge der Neuerrichtung der Leitung Kruckel–Dauersberg                                                |
| Arpe             |               | Amprion   | x      |        | 51,177908° N, 8,211166° O | |
| Bechterdissen    |               | Tennet    | x      | x      | 51,999722° N, 8,659444° O | |
| Bochum           |               | Amprion   |        | x      | 51,471944° N, 7,179167° O | |
| Bochum-Laer      |               | Amprion   |        | x      | 51,471944° N, 7,278611° O | |
| Bocklemünd       |               | Amprion   |        | x      | 50,983611° N, 6,851111° O | |
| Brauweiler       |               | Amprion   |        | x      | 50,966111° N, 6,805556° O | Die Anlage ist nun auch an das 380-kV-Netz angeschlossen.                                                                |
| Büscherhof       |               | Amprion   | x      | x      | 51,498889° N, 6,926667° O | |
| Dahlem           |               | Amprion   | x      |        | 50,389722° N, 6,531944° O | |
| Dortmund-Mengede |               | Amprion   | x      |        | 51,575556° N, 7,353056° O | |
| Dortmund-Wambel  |               | Amprion   |        | x      | 51,5325° N, 7,522778° O   | |
| Düsseldorf-Rath  |               | Amprion   | x      |        | 51,268333° N, 6,808889° O | |
| Eiberg           |               | Amprion   | x      | x      | 51,447886° N, 7,126306° O | |
| Eickum           |               | Tennet    | x      |        | 52,105278° N, 8,571111° O | |
| Eiserfeld        |               | Amprion   |        | x      | 50,841944° N, 7,985278° O | |
| Elsen            |               | Tennet    | x      |        | 51,736389° N, 8,7025° O   | |
| Enniger          |               | Amprion   | x      |        | 51,822887° N, 7,993998° O | |
| Gersteinwerk     |               | Amprion   | x      | x      | 51,676111° N, 7,708611° O | |
| Gohrpunkt        |               | Amprion   |        | x      | 51,090833° N, 6,709444° O | Durch die Anlage führen drei 380-kV-Stromkreise, die allerdings nicht angeschlossen sind                                 |
| Gremberghoven    |               | Amprion   |        | x      | 50,905556° N, 7,047222° O | |
| Gronau           | Gronau        | Amprion   | x      |        | 52,202778° N, 7,034444° O | Durch die Anlage führt ein 220-kV-Stromkreis, der allerdings nicht angeschlossen ist                                     |
| Gütersloh        |               | Amprion   | x      | x      | 51,926944° N, 8,364167° O | Langfristig Wegfall der 220-kV-Ebene nach Umstellung der Leitung Lüstringen–Gütersloh auf 380 kV                         |
| Halfeshof        |               | Amprion   | x      |        | 51,171389° N, 7,123056° O | |
| Hattingen        |               | Amprion   | x      | x      | 51,389167° N, 7,168056° O | |
| Hesseln          |               | Amprion   | x      |        | 52,066° N, 8,318596° O    | |
| Hüllen           |               | Amprion   | x      |        | 51,525263° N, 7,122363° O | |
| Karnap           |               | Amprion   | x      |        | 51,513296° N, 6,998289° O | |
| Kottiger Hook    | Gronau-Epe    | Amprion   | x      |        | 52,17759° N, 7,01173° O   | Harfenabgriff. 110 kV-Erdkabeleinspeisung in das benachbarte Westnetz-Umspannwerk.                                       |
| Kruckel          |               | Amprion   | x      |        | 51,457222° N, 7,416667° O | früher 220-kV-Anlage, wurde in den 2010er Jahren in eine 380-kV-Schaltanlage umgebaut                                    |
| Kusenhorst       |               | Amprion   | x      | x      | 51,696667° N, 7,060556° O | |
| Ließem           |               | Amprion   | x      |        | 50,6425° N, 7,136944° O   | |
| Lippe            |               | Amprion   | x      |        | 51,643956° N, 7,4032° O   | Schaltwerk |
| Linde            |               | Amprion   | x      |        | 51,232222° N, 7,233056° O | |
| Meißen           | Minden-Meißen | Tennet    |        | x      | 52,278333° N, 8,959167° O | |
| Merkenich        |               | Amprion   | x      |        | 51,0175° N, 6,961944° O   | |
| Mülheim          |               | Amprion   |        | x      | 51,434722° N, 6,876111° O | |
| Nehden           |               | Amprion   | x      |        | 51,427778° N, 8,624722° O | |
| Niederrhein      | Wesel         | Amprion   | x      | x      | 51,645833° N, 6,680278° O | |
| Nordlicht        |               | Amprion   | x      |        | 51,564879° N, 6,906431° O | |
| Norf             |               | Amprion   | x      |        | 51,146944° N, 6,772222° O | |
| Oberzier         |               | Amprion   | x      |        | 50,871111° N, 6,456944° O | Konverterstandort für HGÜ-Verbindung mit Belgien (ALEGrO)                                                                |
| Ohligs           |               | Amprion   | x      |        | 51,174257° N, 7,008126° O | |
| Opladen          |               | Amprion   | x      | x      | 51,071111° N, 6,965° O    | |
| Osker            |               | Amprion   | x      |        | 51,683611° N, 7,992778° O | Schaltwerk |
| Osterath         |               | Amprion   | x      | x      | 51,26025° N, 6,625979° O  | Konverterstandort für HGÜ-Verbindungen Ultranet und A-Nord                                                               |
| Ovenstädt        |               | Tennet    | x      |        | 52,402778° N, 8,939444° O | Schaltwerk |
| Paffendorf       |               | Amprion   |        | x      | 50,951959° N, 6,594773° O | |
| Pöppinghausen    |               | Amprion   |        | x      | 51,573611° N, 7,264167° O | |
| Polsum           |               | Amprion   | x      |        | 51,625278° N, 7,023333° O | Abriss der 220-kV-Schaltanlage wegen Bergsenkungen 2004–2006, schrittweise Verlagerung der Einrichtungen nach Kusenhorst |
| Rommerskirchen   |               | Amprion   | x      | x      | 51,008889° N, 6,701667° O | |
| Rosenblumendelle |               | Amprion   | x      |        | 51,443611° N, 6,948704° O | |
| Roxel            |               | Amprion   | x      |        | 51,970278° N, 7,545556° O | |
| Ruhrviertel      |               | Amprion   | x      |        | 51,445556° N, 6,872778° O | |
| Sechtem          |               | Amprion   | x      | x      | 50,795278° N, 6,9725° O   | |
| Senne            |               | Amprion   | x      |        | 51,949167° N, 8,546389° O | |
| Setzer Wiese     |               | Amprion   | (x)    | x      | 50,923611° N, 8,02° O     | Umbau auf 380 kV im Zuge der Neuerrichtung der Leitung Kruckel–Dauersberg                                                |
| Siegburg         |               | Amprion   |        | x      | 50,798056° N, 7,193056° O | |
| Siersdorf        |               | Amprion   | x      |        | 50,912222° N, 6,215833° O | |
| St. Peter        |               | Amprion   | x      | x      | 51,12398° N, 6,799945° O  | |
| Trimet           |               | Amprion   |        | x      | 51,490556° N, 6,967222° O | |
| Uentrop          |               | Amprion   | x      |        | 51,673333° N, 7,981389° O | |
| Unna             |               | Amprion   | x      |        | 51,533889° N, 7,718611° O | |
| Utfort           |               | Amprion   | x      | x      | 51,475556° N, 6,616667° O | |
| Veltheim         |               | Tennet    |        | x      | 52,193333° N, 8,932222° O | Netzanschlusspunkt für früheres Gemeinschaftskraftwerk Veltheim                                                          |
| Verlautenheide   |               | Amprion   | x      |        | 50,801667° N, 6,167222° O | |
| Vörden           |               | Tennet    | x      |        | 51,811839° N, 9,228849° O | |
| Walsum           |               | Amprion   | x      | x      | 51,526667° N, 6,715278° O | |
| Weisweiler       |               | Amprion   | x      |        | 50,828611° N, 6,300833° O | |
| Westerkappeln    |               | Amprion   | x      | x      | 52,276617° N, 7,888889° O | |
| Witten           |               | Amprion   | x      |        | 51,446389° N, 7,313333° O | |
| Würgassen        |               | Tennet    | x      |        | 51,640587° N, 9,387477° O | |
| Zensenbusch      |               | Amprion   | x      |        | 51,576335° N, 6,689501° O | |

## Rheinland-Pfalz
| Anlage              | Betreiber | 380 kV | 220 kV | Koordinaten               | Bemerkungen   |
| ------------------- | --------- | ------ | ------ | ------------------------- | ------------- |
| Andernach           | Amprion   |        | x      | 50,436667° N, 7,428611° O |               |
| Bacharach           | Amprion   | x      |        | 50,02609° N, 7,692591° O  | in Planung    |
| Bauler              | Amprion   |        | x      | 49,958333° N, 6,211111° O | Schaltwerk    |
| Betzdorf-Dauersberg | Amprion   | x      | x      | 50,768611° N, 7,863889° O |               |
| Koblenz             | Amprion   | x      |        | 50,385833° N, 7,593056° O |               |
| Ludwigshafen – BASF | Amprion   | x      |        | 49,528611° N, 8,408056° O |               |
| Mutterstadt         | Amprion   |        | x      | 49,421111° N, 8,351944° O |               |
| Niederhausen        | Amprion   |        | x      | 49,810556° N, 7,793056° O |               |
| Niederstedem        | Amprion   | x      | x      | 49,922222° N, 6,474722° O |               |
| Osburg              | Amprion   | x      |        | 49,725° N, 6,8125° O      |               |
| Otterbach           | Amprion   |        | x      | 49,4825° N, 7,729167° O   |               |
| Quint               | Amprion   |        | x      | 49,828889° N, 6,702222° O |               |
| Trier               | Amprion   |        | x      | 49,748889° N, 6,620556° O |               |
| Waldlaubersheim     | Amprion   | x      |        | 49,922079° N, 7,815893° O | Umspannwerk   |
| Weingarten          | Amprion   | x      | x      | 49,257167° N, 8,308407° O |               |
| Weißenthurm         | Amprion   | x      | x      | 50,401667° N, 7,448889° O |               |
| Wörth               | Amprion   |        | x      | 49,028611° N, 8,272222° O | Maximiliansau |

## Saarland
| Anlage        | Betreiber | 380 kV | 220 kV | Koordinaten               | Bemerkungen                     |
| ------------- | --------- | ------ | ------ | ------------------------- | ------------------------------- |
| Bexbach       | Amprion   |        | x      | 49,3575° N, 7,240278° O   |                                 |
| Ensdorf       | Amprion   | x      | x      | 49,290278° N, 6,7725° O   | seit September 2011 auch 380 kV |
| Homburg       | Amprion   |        | x      | 49,305° N, 7,319167° O    |                                 |
| Mittelbexbach | Amprion   | x      |        | 49,368889° N, 7,235556° O | Schaltwerk                      |
| Uchtelfangen  | Amprion   | x      | x      | 49,375556° N, 6,996111° O |                                 |

## Sachsen
| Anlage        | Betreiber | 380 kV | 220 kV | Koordinaten                | Bemerkungen                     |
| ------------- | --------- | ------ | ------ | -------------------------- | ------------------------------- |
| Bärwalde      | 50Hertz   | x      |        | 51,413056° N, 14,509722° O |                                 |
| Crossen       | 50Hertz   |        | x      | 50,753056° N, 12,477222° O |                                 |
| Dresden-Süd   | 50Hertz   | x      |        | 50,99° N, 13,841111° O     | letzter Totalausfall 13.09.2021 |
| Eula          | 50Hertz   | x      | x      | 51,156389° N, 12,5175° O   |                                 |
| Freiberg Nord | 50Hertz   | x      |        | 50,930902° N, 13,257187° O |                                 |
| Graustein     | 50Hertz   | x      |        | 51,553889° N, 14,47° O     |                                 |
| Großdalzig    |           |        | x      | 51,198056° N, 12,248611° O |                                 |
| Hagenwerder   | 50Hertz   | x      |        | 51,061667° N, 14,948611° O |                                 |
| Herlasgrün    | 50Hertz   |        | x      | 50,567222° N, 12,242778° O |                                 |
| Markersbach   | 50Hertz   | x      |        | 50,518753° N, 12,881043° O |                                 |
| Niederwiesa   | 50Hertz   |        | x      | 50,865833° N, 13,002222° O |                                 |
| Pulgar        | 50Hertz   | x      |        | 51,196667° N, 12,3375° O   |                                 |
| Röhrsdorf     | 50Hertz   | x      | x      | 50,857778° N, 12,813333° O |                                 |
| Schmölln      | 50Hertz   | x      |        | 51,120556° N, 14,218889° O |                                 |
| Streumen      | 50Hertz   | x      | x      | 51,356111° N, 13,382222° O |                                 |
| Taucha        | 50Hertz   |        | x      | 51,371389° N, 12,469444° O |                                 |
| Zwönitz       | 50Hertz   | x      |        | 50,626667° N, 12,789167° O |                                 |

## Sachsen-Anhalt
| Anlage          | Betreiber | 380 kV | 220 kV | Koordinaten                | Bemerkungen                                                                          |
| --------------- | --------- | ------ | ------ | -------------------------- | ------------------------------------------------------------------------------------ |
| Förderstedt     | 50Hertz   | x      |        | 51,908611° N, 11,644167° O | Umbau von 220/110 kV auf 380/110 kV ist erfolgt                                      |
| Klostermansfeld | 50Hertz   | x      |        | 51,584167° N, 11,516111° O |                                                                                      |
| Lauchstädt      | 50Hertz   | x      |        | 51,405° N, 11,8925° O      |                                                                                      |
| Magdeburg       | 50Hertz   |        | x      | 52,123889° N, 11,561944° O | soll aufgegeben werden                                                               |
| Marke           | 50Hertz   | x      |        | 51,740833° N, 12,261944° O |                                                                                      |
| Stendal         | 50Hertz   | x      |        | 52,568889° N, 11,727222° O |                                                                                      |
| Wolmirstedt     | 50Hertz   | x      | x      | 52,269167° N, 11,638333° O | nie in Betrieb gegangene HGÜ-Kurzkupplung (160 kV), Konverterstandort für Südostlink |

## Schleswig-Holstein
| Anlage                      | Gemeinde                            | Betreiber               | 380 kV | 220 kV | 110 kV | HGÜ | Netz-Lenkung | Koordinaten                | Bemerkungen |
| --------------------------- | ----------------------------------- | ----------------------- | ------ | ------ | ------ | --- | ------------ | -------------------------- | --- |
| Audorf                      | Osterrönfeld bei Rendsburg          | Tennet                  | x      | x      |        |     |              | 54,290096° N, 9,726649° O  | Mittelachse; 380 und 220 kV in zwei getrennten Gebäuden |
| Brunsbüttel                 | Brunsbüttel an Elbemündung          | Tennet, 50Hertz         | x      | x      |        |     |              | 53,895024° N, 9,205347° O  | Netzanschlusspunkt für früheres Kernkraftwerk Brunsbüttel und Konverterstandort für HGÜ-Verbindung Suedlink. 50Hertz 380kV nach Hamburg-Nord. Tennet 220kV via Itzehoe-West nach Hamburg-Nord, 380kV via Wilster nach Dollern, Westküstenleitung. |
| Büttel                      | Büttel bei Brunsbüttel              | Tennet                  | x      |        |        | 4×  |              | 53,917659° N, 9,235118° O  | Konverterstationen für die Offshore-HGÜ-Systeme HelWin1, HelWin2, SylWin1 und BorWin6 zur Anbindung von Offshore-Windparks in der Nordsee |
| Flensburg                   | Handewitt bei Flensburg             | SH-Netz                 |        |        | x      |     |              | 54,716148° N, 9,3189° O    | ersetzt mit UW Handewitt, Umbau 220 kV zu 110 kV |
| Hamburg-Nord/Friedrichsgabe | Norderstedt                         | 50Hertz                 | x      | x      |        |     |              | 53,741431° N, 9,984782° O  | |
| Hamburg-Nord/Ulzburg        | Henstedt-Ulzburg                    | Tennet                  |        | x      |        |     |              | 53,7659° N, 9,988° O       | |
| Hamburg-Ost                 | Oststeinbek                         | 50Hertz                 | x      |        |        |     |              | 53,555198° N, 10,161581° O | |
| Handewitt                   | Handewitt                           | Tennet                  | x      |        |        |     |              | 54,715556° N, 9,317222° O  | |
| Heide-West                  | Lieth bei Heide                     | Tennet                  | x      |        |        |     |              | 54,161479° N, 9,051189° O  | Westküstenleitung |
| Husum-Nord                  | Horstedt bei Husum                  | Tennet                  | x      |        |        |     |              | 54,510718° N, 9,079685° O  | Westküstenleitung |
| Itzehoe-West                | Itzehoe                             | Tennet                  |        | x      |        |     |              | 53,96721° N, 9,449652° O   | |
| Jardelund                   | Jardelund westl Flensburg           | Tennet                  | x      |        |        |     |              | 54,851045° N, 9,196995° O  | Mittelachse |
| Kiel-West                   | Kiel-Suchsdorf                      | Tennet, Stadtwerke Kiel |        | x      | x      |     |              | 54,348802° N, 10,060729° O | |
| Kiel-Süd                    | Kiel-Wellsee                        | Tennet, Stadtwerke Kiel |        | x      | x      |     |              | 54,275549° N, 10,155916° O | |
| Klixbüll-Süd                | Klixbüll bei Niebüll, Nordfriesland | Tennet                  | x      |        |        |     |              | 54,794945° N, 8,87° O      | Westküstenleitung |
| Krempermarsch               | Krempe südl Itzehoe                 | Tennet                  | x      |        |        |     | x            | 53,847868° N, 9,500985° O  | Phasenschiebertransformatoren |
| Krümmel                     | Geesthacht bei Hamburg              | Tennet                  | x      |        |        |     |              | 53,413333° N, 10,412778° O | früheres Kernkraftwerk Krümmel |
| Kummerfeld                  | Kummerfeld bei Pinneberg            | Tennet                  | x      |        |        |     |              | 53,690556° N, 9,776389° O  | zwischen Elbekreuzung 2 und Hamburg-Nord |
| Lübeck-Herrenwyk            |                                     | Tennet                  | x      |        |        | 440 |              | 53,895833° N, 10,802222° O | HGÜ-Station Baltic Cable (440kV) |
| Lübeck-Siems                |                                     | Tennet                  | x      | x      |        |     |              | 53,909444° N, 10,760556° O | Beginn der 380-kV-Inselleitung nach Herrenwyk |
| Lübeck                      | Stockelsdorf nördl Lübeck           | Tennet                  |        | x      |        |     |              | 53,918889° N, 10,641111° O | |
| Schuby-West                 | Schuby bei Schleswig                | Tennet                  | x      |        |        |     |              | 54,522376° N, 9,434423° O  | Mittelachse |
| Süderdonn                   | Sankt Michaelisdonn                 | Tennet                  | x      |        |        |     |              | 53,972293° N, 9,109125° O  | Westküstenleitung |
| Wilster                     | Wilster bei Itzehoe                 | Tennet                  | x      |        |        |     |              | 53,921667° N, 9,344722° O  | Schaltanlage, Netzanschlusspunkt für früheres Kernkraftwerk Brokdorf und Konverterstandort für HGÜ-Verbindungen Suedlink und NordLink. Bedient Elbekreuzung 2.                                                                                    |

## Thüringen
| Anlage           | Betreiber | 380 kV | 220 kV | Koordinaten                | Bemerkungen |
| ---------------- | --------- | ------ | ------ | -------------------------- | ----------- |
| Altenfeld        | 50Hertz   | x      |        | 50,574167° N, 10,989722° O |             |
| Eisenach         | 50Hertz   | x      |        | 51,001667° N, 10,385278° O |             |
| Großschwabhausen | 50Hertz   | x      |        | 50,93° N, 11,470556° O     |             |
| Hohenwarte II    |           |        | x      | 50,603889° N, 11,474444° O |             |
| Remptendorf      | 50Hertz   | x      | x      | 50,534444° N, 11,646667° O |             |
| Vieselbach       | 50Hertz   | x      | x      | 50,999444° N, 11,122778° O |             |
| Weida            | 50Hertz   | x      | x      | 50,781389° N, 12,044722° O |             |
| Wolkramshausen   | 50Hertz   |        | x      | 51,440278° N, 10,735556° O |             |